# Filago (Italie)
Pour les articles homonymes, voir Filago.
Filago est une commune d'Italie située en Lombardie dans la province de Bergame.

## Administration
| Période                                  | Période  | Identité       | Étiquette     | Qualité |
| ---------------------------------------- | -------- | -------------- | ------------- | ------- |
|                                          | En cours | Daniele Medici | Liste civique |         |
| Les données manquantes sont à compléter. |          |                |               |         |

### Hameau
Marne.

## Lieux et monuments
- Église Saint-Barthélemy, XIIe siècle, dans le hameau de Marne.

## Personnalités liées à la commune
- Maurizio Malvestiti (1953-), évêque de Lodi depuis le 26 août 2014.

## Communes limitrophes
Bonate Sotto, Bottanuco, Brembate, Capriate San Gervasio, Dalmine, Madone, Osio Sopra, Osio Sotto